# 13176 Kobedaitenken
13176 Kobedaitenken là một tiểu hành tinh vành đai chính với chu kỳ quỹ đạo là 2092.8440256 ngày (5.73 năm).
Nó được phát hiện ngày 21 tháng 4 năm 1996 bởi Robert H. McNaught và Hiroshi Abe ở Yatsuka, Shimane.